# Aeroporto Internazionale di Phoenix-Sky Harbor
L'Aeroporto Internazionale di Phoenix-Sky Harbor (IATA: PHX, ICAO: KPHX), chiamato anche semplicemente Aeroporto Internazionale di Phoenix è un aeroporto internazionale situato nella Contea di Maricopa, in Arizona, a circa 4,8 km dal centro di Phoenix. È il più importante e trafficato scalo dell'Arizona, l'ottavo degli Stati Uniti il ventiduesimo in tutto il mondo. 
È hub di American Airlines e base di Southwest Airlines.
L'aeroporto di Phoenix è inoltre un'importante base militare.

## Terminal
L'aeroporto ha 117 gate di imbarco su due Terminal (3 e 4). American Airlines e Southwest utilizzano il Terminal 4. Mentre tutte le altre compagnie usano il Terminal 3.
Tutti i voli internazionali che devono passare i controlli della CBP sono processati al Terminal 4.